# Федорович, Александр Владимирович
Алекса́ндр Влади́мирович Федоро́вич (27 августа 1973, Минск — 5 января 2022) — белорусский футболист, вратарь. Тренер вратарей. Один из лучших игроков в истории БАТЭ.

## Биография

### Игровая карьера
Воспитанник минских футбольных школ «Смена» и «Трудовые резервы». Его первыми тренерами были Александр Александрович Гладкий, Александр Васильевич Сидорович и Владимир Антонович Пигулевский. После 10 классов школы Федорович поступал в институт физкультуры, но неудачно сдал экзамен, после этого окончил минское училище № 77 по специальности «Электромонтер по ремонту холодильников и холодильных установок». В начале 1990-х также играл в мини-футбол, выступал за команду «Атлант», участвовал в международных турнирах. Первым клубом в футбольной карьере стала «Нива» из Самохваловичей, за которую начал выступать в 1992 году. После полутора сезонов перешёл в могилёвский «Днепр», где выступал до 1996 года. В 1994 и 1995 годах был игроком молодёжной сборной Беларуси, за которую сыграл 7 матчей.
В бытность игроком «Днепра» и молодёжной сборной Федорович получил приглашение на просмотр в нидерландском клубе АЗ. Однако накануне просмотра, играя в свободное время в баскетбол на первенство вузов, сломал лодыжку. «Днепр», выступавший в высшей лиге, он покинул в 1996 году из-за финансовых трудностей, так как команде год не платили зарплату. По ходу сезона сезона Федорович перешёл в возродившийся клуб БАТЭ, который выступал во второй лиге. Изначально он не был основным вратарём, но вскоре сумел выиграть конкуренцию за место в воротах у Николая Гуринчика. 19 мая 1996 года Федорович дебютировал в составе БАТЭ, заменив Гуринчика в перерыве матча с «Нивой» Житковичи (4:2). 22 сентября вывел команду на поле в качестве капитана на матч с АФВиС-РШВСМ (1:1).
Он был капитаном и лидером БАТЭ в период становления команды, когда она стремительно вышла в высшую лигу, стала серебряным призёром, а через год и чемпионом Беларуси, дебютировала в еврокубках, играла в финале кубка страны. В общей сложности за БАТЭ Федорович отыграл 12 сезонов (с 1996 по 2007 годы). В 2004 году полгода провёл в аренде в «Нафтане». За это время он четыре раза стал чемпионом и один раз обладателем Кубка Беларуси. Дважды, в 1999 и 2006 годах, Федорович включался в список 22 лучших футболистов чемпионата страны по версии БФФ. Осенью 2007 года он завершил игровую карьеру.

### Тренерская карьера
В 1996 году Федорович окончил Белорусскую академию физического воспитания по специальности «тренер по футболу», также окончил специализированные курсы для тренеров вратарей в Генте и Минске, имел тренерскую лицензию категории «А».
В 2008 году Виктор Гончаренко, назначенный главным тренером БАТЭ, предложил Федоровичу перейти на тренерскую работу. В тренерском штабе клуба Федорович стал тренером вратарей БАТЭ. Он до 2014 года бессменно работал в этой должности, был причастен к крупным успехам команды, когда она шесть раз становилась чемпионом Беларуси, трижды играла в групповом турнире Лиги чемпионов, дважды доходила до 1/16 Лиги Европы. Федорович ненадолго возобновил игровую карьеру в 2010 году, когда его заявили за БАТЭ в качестве резервного вратаря на еврокубковый матч с «Маритиму», но на поле он не выходил.
После ухода Гончаренко из БАТЭ в 2013 году Федорович продолжил работать в клубе под руководством Александра Ермаковича. В начале 2014 года он покинул клуб, взяв творческий отпуск. В сентябре того же года Федорович был назначен на должность спортивного директора БАТЭ вместо Кирилла Альшевского. В январе 2015 года вернулся на должность тренера вратарей в штабе Ермаковича.

## Достижения
Клубные:
- Чемпион Беларуси: 1999, 2002, 2006, 2007
- Серебряный призёр чемпионата Беларуси: 1998, 2000, 2003, 2004
- Бронзовый призёр чемпионата Беларуси: 2001
- Обладатель Кубка Беларуси: 2006

Личные:
- Дважды включался БФФ в список 22 лучших футболистов чемпионата Беларуси: 1999, 2006